# زیردریایی یو-۵۸۲
زیردریایی یو-۵۸۲ (به انگلیسی: German submarine U-582) یک زیردریایی بود که طول آن ۶۷٫۱ متر (۲۲۰ فوت ۲ اینچ) بود. این زیردریایی در سال ۱۹۴۱ ساخته شد.